# Michele Civetta
 (août 2018).
Le contenu est difficilement compréhensible vu les erreurs de traduction, qui sont peut-être dues à l'utilisation d'un logiciel de traduction automatique.
Michele Civetta, né en Italie en 1976, est un réalisateur, producteur de cinéma et scénariste italien.

## Biographie
Au fil des ans, Civetta réalise des vidéos pour Lou Reed, Sparklehorse et Yoko Ono ainsi que des publicités pour Coca-Cola, Martini & Rossi et AT&T Mobility. En 2006, il écrit et réalise un accompagnement musical sur l Friendly Fire de Sean Lennon chez Capitol Records.
Civetta prépare un film basé sur le best-seller international Les Bébés de la consigne automatique qui est prévu pour sortir en salle à l'été 2010 en Thaïlande et au Japon. Il s'agit d'une co-production avec Don Murphy Angry Films. La production est reportée à 2013. En mai de cette même année, le projet a été renommé Garçon, et est inscrit sur IMDb comme étant en pré-production. En 2015, il est signalé comme étant en cours de développement avec le même scénariste et réalisateur Vincent Gallo, Liv Tyler, Asia Argento et Sean Lennon.
Civetta et sa société Quintessence Films ont commandé et produit une série de 42 courts métrages basés sur des Rêves pour 42 ci-Dessous la Vodka/ Bacardi[pas clair]. Quelques-uns des cinéastes associés à David Lynch, Kenneth Anger, Gaspar Noé, Sergei Bodrov, Larry Clark, Harmony Korine, et Mike Figgis.
En 2016, Civetta est nommé pour un Emmy Award.[réf. nécessaire]
Le 3 avril 2020, le long métrage The Executrix de Civetta est distribué au cinéma par Gravitas Ventures. Il s'agit d'un thriller psychologique avec Asia Argento, Rade Šerbedžija, Ninetto Davoli, Monica Guerritore et Franco Nero. Le film a reçu un accueil critique positif à sa sortie.
Civetta a sorti le long métrage The Gateway, un polar dans un quartier défavorisé avec Bruce Dern, Olivia Munn, Shea Whigham, Frank Grillo, Mark Boone Jr, Taryn Manning et Keith David. Le film a reçu un accueil critique positif lors de sa sortie.

### Vie privée
Civetta se marie avec l'actrice italienne Asia Argento le 27 août 2008 à Arezzo. Le couple vit à Rome avec son fils Nicola Civetta, puis divorce en 2013.
Michele vit actuellement entre Los Angeles, New York et l'Italie avec sa compagne et collaboratrice de longue date, Alix Brown, DJ et superviseur musical.

## Filmographie
- 2006 : Friendly Fire
- 2010 : 42, One Dream Rush
- 2013 : All Over
- 2014 : You Are
- 2020 : The Executrix (Agony)
- 2021 : The Gateway